# Anglosfæren
Anglosfæren, engelsk Anglosphere, er den del af verden hvor engelsk er hovedsprog; de engelsktalende nationer som deler den samme værdi hvad angår almen retssikkerhed og medborgerlige rettigheder.
Geografisk er anglosfærens kerneområder USA og Storbritannien. Dertil hører også Irland, Australien, New Zealand, Sydafrika (minoritetssprog, men der er Lingua franca), Canada (undtagen Quebec) og store dele af Caribien der bruger det samme sprog, har lignende kulturer og retstraditioner og frem for alt en fælles ånd af entreprenørskab. Den uddannede, engelsktalende befolkning i Caribien, Oceanien, Afrika og Indien er anglosfærens ydre områder.